# Diocèse d'Ibiza
Le diocèse d'Ibiza (en latin : dioecesis Ebusitana ; en catalan : diòcesi d'Eivissa ; en espagnol : diócesis de Ibiza) est une Église particulière de l'Église catholique en Espagne.

## Territoire
Le diocèse comprend les îles d'Ibiza et de Formentera, dans l'archipel des Baléares, en mer Méditerranée.

## Histoire
Le diocèse d'Ibiza a été érigé le 30 avril 1782 par le pape Pie VI, par la constitution apostolique Ineffabilis Dei, et placé sous la tutelle de l'archevêché de Tarragone en tant que diocèse suffragant. Entre le 5 septembre 1851 et 1927, il a été uni au diocèse de Majorque. En 1949, l'évêché d'Ibiza a été placé sous la tutelle de l'archevêché de Valence en tant qu'évêché suffragant.

### Articles liés
- Diocèses et archidiocèses d'Espagne
- Église catholique en Espagne